# Hans Rattinger

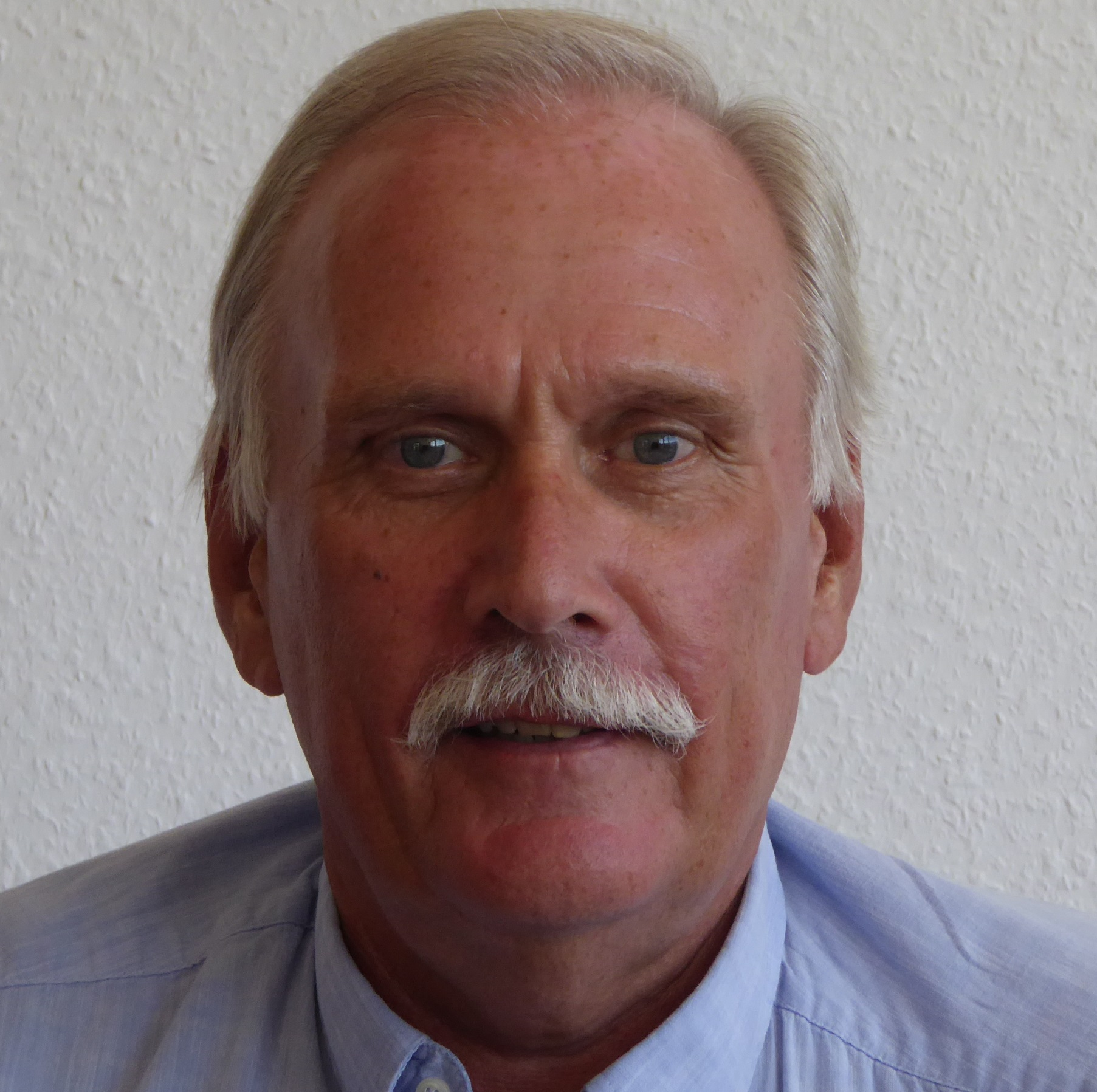
Hans Rattinger (2018)

Johannes „Hans“ Rattinger (* 18. Februar 1950 in Karlsruhe) ist ein deutscher Politikwissenschaftler. Er hatte Lehrstühle für Politikwissenschaft an der Universität Bamberg (1982–2008) und der Universität Mannheim (2008–2015) inne. Von 2008 bis 2009 war er gleichzeitig der erste berufene Präsident von GESIS – Leibniz-Institut für Sozialwissenschaften mit Sitz in Mannheim.

## Akademischer Werdegang
Nach dem Abitur studierte er Politikwissenschaft, Neuere und Neueste sowie Wirtschafts- und Sozialgeschichte und Anglistik an der Universität Freiburg. Ab 1970 war er Stipendiat der Studienstiftung des Deutschen Volkes. 1973 wurde er dort bei Dieter Oberndörfer mit der Dissertation Rüstungsdynamik im Internationalen System: Mathematische Reaktionsmodelle für Rüstungswettläufe und die Probleme ihrer Anwendung zum Dr. phil. promoviert (summa cum laude). Nach der Promotion arbeitete er bis 1979 als Wissenschaftlicher Assistent am Lehrstuhl des Doktorvaters. 1974 bis 1975 ging er als John F. Kennedy Memorial Fellow an die Harvard University in Cambridge, Massachusetts (Center for European Studies und Program for Science and International Affairs). 1978 erfolgte die Habilitation für das Fach Politikwissenschaft an der Universität Freiburg mit der Schrift Wirtschaftliche Konjunktur und politische Wahlen in der Bundesrepublik Deutschland.

## Positionen in der Wissenschaft
Anfang 1978 lehnte er ein Angebot ab, als Assistant Professor an die Yale University in New Haven, Connecticut, zu wechseln. Ab dem Wintersemester 1979/1980 vertrat er einen neu geschaffenen Lehrstuhl für Politikwissenschaft an der Universität Bamberg; im Frühjahr 1982 wurde er auf diesen berufen. Zwei Amtszeiten lang war er dort Dekan der Fakultät Sozial- und Wirtschaftswissenschaften, außerdem als Studiendekan und langjährig als Vorsitzender des Diplomprüfungsausschusses für Politikwissenschaft und Soziologie tätig. Er baute den Bamberger Diplom-Studiengang Politikwissenschaft zu einem der führenden derartigen Studiengänge mit starker empirisch-analytischer Ausrichtung aus. Um die Jahrtausendwende gründete er das Bamberger Centrum für Empirische Studien (BACES), eine universitäre Forschungsinfrastruktur, welche telefonische, schriftliche  und webbasierte Erhebungen durchführt sowie sie methodologisch und in der Auswertungsphase unterstützt.
Im Herbst 2008 folgte er einem Ruf auf die Position des Präsidenten von GESIS – Leibniz-Institut für Sozialwissenschaften und gleichzeitig auf einen Lehrstuhl für Vergleichende Politische Verhaltensforschung an der Universität Mannheim. GESIS war als Zusammenschluss der früher autonomen sozialwissenschaftlichen Infrastruktureinrichtungen ZUMA (Mannheim), Zentralarchiv für empirische Sozialforschung (Köln) und IZ Sozialwissenschaften (Bonn und Berlin) entstanden und bislang nur kommissarisch geleitet worden. Schon bald nach dem Amtsantritt erwiesen sich jedoch die Zusagen der zuständigen Ministerien des Bundes und der Standortländer als unzuverlässig, die anstehende umfassende Integrationsaufgabe nachhaltig zu unterstützen, um diese Einrichtungen effektiv zusammenzuführen und die funktionalen und finanziellen Nachteile von Redundanzen und Standortdiversität zu reduzieren. Deshalb beendete er nach eineinviertel Jahren seine Präsidentschaft von GESIS und intensivierte seine Tätigkeit in Forschung und Lehre am Lehrstuhl an der Universität. 2015 wurde er nach dem Sommersemester pensioniert.
Von 1987 bis 1988 hielt er sich als Visiting Professor of German and European Studies an der University of Toronto auf, im darauffolgenden akademischen Jahr hatte er den Konrad-Adenauer-Lehrstuhl an der Georgetown University in Washington, D.C. inne. An dieser Universität arbeitete er von 1991 bis 1994 wieder im Rahmen eines „Joint Appointment“ mit der Universität Bamberg als Research Professor of Comparative and International Politics am Aufbau des 1990 gegründeten Center for German and European Studies mit. 1989 bis 1990 wurde ihm ein Akademiejahr der Volkswagenstiftung bewilligt.
Er arbeitete in den Herausgebergremien von mehreren führenden internationalen Fachzeitschriften mit (u. a. European Journal of Political Research) und war seit den 1970er-Jahren Mitglied zahlreicher wissenschaftlicher Fachvereinigungen, etwa der International Studies Association (ISA), der American Political Science Association (APSA) und der Deutschen Vereinigung für Politische Wissenschaft (DVPW), deren Vorstand bzw. Beirat er ein Jahrzehnt lang angehörte.

## Forschungstätigkeit und Schwerpunkte
Seit Ende der 1970er-Jahre warb er kontinuierlich Drittmittel in erheblichem Umfang zur Durchführung von Forschungsvorhaben ein von der Deutschen Forschungsgemeinschaft (DFG), der EU, der VolkswagenStiftung und der Fritz Thyssen Stiftung. Methodisch spielten in seinen Forschungsprojekten sogenannte Panel-Studien eine große Rolle, also Wiederholungsbefragungen bei identischen Probanden über kürzere (z. B. Wahlkämpfe) bzw. längere Zeiträume (etwa von einer Wahl zur nachfolgenden). Seit der Bundestagswahl 1990 war er zu jeder Bundestagswahl bis 2013 an einer großen Wahlstudie beteiligt. Er gehört zu den Mitbegründern der Deutschen Gesellschaft für Wahlforschung (DGfW), deren Leitung  er viele Jahre lang angehörte. Aus Initiativen der DGfW ging die GLES (German Longitudinal Election Study) hervor, die zunächst mit Förderung durch die  DFG seit 2009 die weltweit wohl umfassendste nationale Wahlstudie in Deutschland durchführte. In ihrem Rahmen war er bis zur Pensionierung einer der vier (später fünf) „Principal Investigators“ mit dem Arbeitsschwerpunkt auf den Kurz- und Langfristpanelstudien. Inzwischen (2018) wurde die GLES in die Dauerfinanzierung bei GESIS übernommen.
Die inhaltlichen Schwerpunkte seiner Forschung entwickelten sich über die Jahrzehnte wie folgt: In der Dissertation und damit zusammenhängenden Publikationen ging es um die empirischen und methodischen Probleme der Anwendung formaler Modellbildung auf Strukturen und Prozesse der Internationalen Politik und damit zusammenhängend auch um Grundfragen der Strategie. Erstmals mit Wählerverhalten befassten sich die Simulationsstudien zu der ersten Wahl zum Europäischen Parlament. Mit der Habilitationsschrift arbeitete er sich in die empirische Politische Ökonomie ein. In den Jahren als Lehrstuhlinhaber betrieb er überwiegend Einstellungs- und Verhaltensforschung, wobei das fortbestehende Interesse an der Internationalen Politik sich in zahlreichen Arbeiten über Bevölkerungseinstellungen zu Fragen der Außen- und Sicherheitspolitik niederschlug. Im engeren Bereich der Wahlforschung standen im Vordergrund des Interesses die Wahlbeteiligung, Wechselwahl, die räumliche Modellierung von Wählerverhalten und besonders Einstellungen zu den politischen Parteien. In späteren Jahren traten kohortenanalytische Studien zum Zusammenhang zwischen demographischen und politischen Entwicklungen hinzu. International vergleichend arbeitete er vor allem über Bevölkerungseinstellungen zur Europäischen Union im Kontext von Projekten innerhalb der verschiedenen EU-Forschungsrahmenprogramme.

## Veröffentlichungen
Neben über 100 Aufsätzen in Fachzeitschriften und Sammelbänden sind seine wichtigsten Buchpublikationen:

### Monographien
- Harald Schoen, Hans Rattinger, Maria Preißinger, Konstantin Gavras, Markus Steinbrecher: Election Campaigns and Voter Decision-Making in a Multi-Party System: The 2009 and 2013 German Federal Elections. Nomos, Baden-Baden 2017.
- Hans Rattinger, Harald Schoen, Fabian Endres, Sebastian Jungkunz, Matthias Mader, Jana Pötzschke: Old Friends In Troubled Waters: Policy Principles, Elites, and U.S.-German Relations at the Citizen Level After the Cold War. Nomos, Baden-Baden 2016.
- Laura Konzelmann, Michael Bergmann, Hans Rattinger: Demographic Change in Germany – Its Political Consequences. Nomos, Baden-Baden 2014.
- Hans Rattinger, Zoltan Juhasz, Jürgen Maier: Einführung in die Politische Soziologie. Oldenbourg, München 2009.
- Markus Steinbrecher, Sandra Huber, Hans Rattinger: Turnout in Germany: Citizen Participation in State, Federal, and European Elections since 1979. Nomos, Baden-Baden 2007.
- Jürgen Maier, Michaela Maier, Hans Rattinger: Methoden der sozialwissenschaftlichen Datenanalyse: Arbeitsbuch mit Beispielen aus der Politischen Soziologie. Oldenbourg, München 1999.
- Hans Rattinger, Joachim Behnke, Christian Holst: Außenpolitik und öffentliche Meinung in der Bundesrepublik: Ein Datenhandbuch zu Umfragen seit 1954. Peter Lang, Frankfurt 1995.
- Hans Rattinger: Wirtschaftliche Konjunktur und politische Wahlen in der Bundesrepublik Deutschland. Duncker & Humblot, Berlin 1980.
- Hans Rattinger, Michael Zängle, Reinhard Zintl: Mandatsverteilungen im Europäischen Parlament nach der Direktwahl: Eine Simulationsstudie. Duncker & Humblot, Berlin 1978.
- Hans Rattinger: Rüstungsdynamik im Internationalen System. Oldenbourg, München 1975.

### Herausgeberschaften
- Bernhard Weßels, Hans Rattinger, Sigrid Roßteutscher, Rüdiger Schmitt-Beck (Hrsg.): Voters on the Move or on the Run? Oxford University Press, Oxford 2014.
- Rüdiger Schmitt-Beck, Hans Rattinger, Sigrid Roßteutscher, Bernhard Weßels (Hrsg.): Zwischen Fragmentierung und Konzentration: Die Bundestagswahl 2013. Nomos, Baden-Baden 2014.
- Hans Rattinger, Sigrid Roßteutscher, Rüdiger Schmitt-Beck, Bernhard Weßels (Hrsg.): Zwischen Langeweile und Extremen: Die Bundestagswahl 2009. Nomos, Baden-Baden 2011.
- Harald Schoen, Hans Rattinger, Oscar W. Gabriel (Hrsg.): Vom Interview zur Analyse: Methodische Aspekte der Einstellungs- und Wahlforschung. Nomos, Baden-Baden 2009.
- Hans Rattinger, Oscar W. Gabriel, Jürgen W. Falter (Hrsg.): Der gesamtdeutsche Wähler: Stabilität und Wandel des Wählerverhaltens im wiedervereinigten Deutschland. Nomos, Baden-Baden 2007.
- Oscar W. Gabriel, Jürgen W. Falter, Hans Rattinger (Hrsg.): Wächst zusammen, was zusammengehört? Stabilität und Wandel politischer Einstellungen im wiedervereinigten Deutschland. Nomos, Baden-Baden 2005.
- Jürgen W. Falter, Oscar W. Gabriel, Hans Rattinger (Hrsg.): Wirklich ein Volk? Die politischen Orientierungen von Ost- und Westdeutschen im Vergleich. Leske+Budrich, Leverkusen 2000.
- Hans Rattinger, Don Munton (Hrsg.): Debating National Security: The Public Dimension. Peter Lang, Frankfurt 1991.
- David Dewitt, Hans Rattinger (Hrsg.): East-West Arms Control: Challenges for the Western Alliance. Routledge, London 1991.
- Gregory Flynn, Hans Rattinger (Hrsg.): The Public and Atlantic Defense. Rowman & Allanheld, Totowa, N.J. 1985.